# Ambohimasina (Betafo)
Ambohimasina – gmina na Madagaskarze, w regionie Vakinankaratra, w dystrykcie Betafo. W 2001 roku zamieszkana była przez 17 911 osób. Siedzibę administracyjną stanowi miejscowość Ambohimasina.